# Dennis Hart Mahan

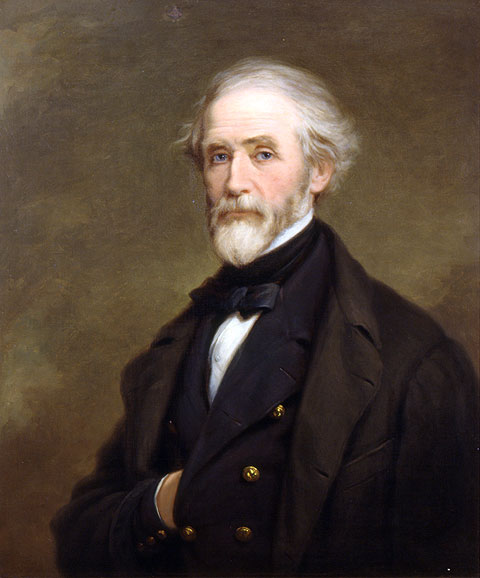
Dennis Hart Mahan

Dennis Hart Mahan  (* 2. April 1802 in New York City; † 16. September 1871 in Stony Point) war ein US-amerikanischer Bauingenieur und Militärtheoretiker.

## Biographie
Mahan wuchs in Norfolk (Virginia) auf und studierte ab 1820 an der United States Military Academy in West Point, wo er 1824 als Bester seines Jahrgangs abschloss. Danach lehrte er zwei Jahre Mathematik in West Point und wurde dann vom Kriegsministerium auf eine vierjährige (1826 bis 1830) Studienreise nach Frankreich geschickt, wo er an der Artillerie- und Pionierschule in Metz unter anderem bei Jean-Victor Poncelet studierte. Bei Besuchen in Paris war er Gast von General La Fayette, dem General des amerikanischen Unabhängigkeitskriegs. 
1830 war er wieder in West Point, wo er Vorlesungen hielt und 1832 Professor für Ingenieurwesen wurde. Das blieb er bis zu seinem Tod. Man hatte seine zwangsweise Emeritierung empfohlen und er beging daraufhin Suizid, indem er sich in die Schaufeln eines Schaufelraddampfers auf dem Hudson River stürzte, auf dem er von New York nach West Point unterwegs war.

## Veröffentlichungen
1836 veröffentlichte er das erste amerikanische Buch über Befestigungsbau und 1837 für die Kadetten in West Point das erste amerikanische Buch über Bauingenieurwesen. Seine Lehre war von Einfluss von Poncelt (Darstellende Geometrie) und Claude Louis Marie Henri Navier geprägt, den er bewunderte und seinen Ingenieursstudenten zur Lektüre empfahl.
1856 gab er die 1843 in London erschienenen Mechanical principles of engineering and  architecture von Henry Moseley (1801–1872) neu mit eigenen Ergänzungen heraus. Er war auch weit über das Ingenieurkorps der US-Armee einflussreich auf das Bauingenieurwesen in den USA.
Genauso einflussreich war er als Lehrer von Strategie und Taktik. Er gründete das Napoleon-Seminar in West-Point, in dem die Feldzüge von Napoleon und Friedrich dem Großen studiert wurden. Als Militärtheoretiker beeinflusste er führende Generäle im amerikanischen Bürgerkrieg auf beiden Seiten (die häufig West Point besucht hatten). 
Er ist der Vater des Theoretikers mariner Strategie Alfred Thayer Mahan.
Die Mahan Hall der Abteilung Ingenieurwesen in West Point ist ihm zu Ehren benannt. Mahan war 1863 einer der 50 Gründungsmitglieder der National Academy of Sciences. 1855 war er in die American Academy of Arts and Sciences gewählt worden.

## Schriften
- A treatise on field fortification, 1836
- An elementary course of civil engineering, 1837
- Elementary Treatise on Advanced Guard, Outposts, and Detachment Service of Troops, 1847 (überarbeitete Neuauflage 1862)
- Summary on the Cause of Permanent Fortifications and of the Attack and Defense of Permanent Works, 1850
- Elementary treatise on industrial drawing, 1853
- A treatise on fortification drawing and stereotomy, 1865
- An Elementary Course on Military Engineering, 2 Bände, 1866/67
- Permanent Fortifications, 1867
- Descriptive geometry as applied to the drawing of fortification and stereotomy, 1870
- A treatise on civil engineering, 1878
  - Sein Lehrbuch von 1837 erlebte sieben von Mahan bearbeitete Neuauflagen bis zu Mahans Tod 1871, nach seinem Tod wurde es von  DeVolson Wood und Mahans Sohn Frederick Mahan herausgegeben und bearbeitet (Treatise).